# Nižná Kamenica
Nižná Kamenica este o comună slovacă, aflată în districtul Košice-okolie din regiunea Košice. Localitatea se află la altitudinea de 302 m deasupra n.m., se întinde pe o suprafață de 13,33 km2 și în 2017 număra 589 de locuitori.

## Istoric
Localitatea Nižná Kamenica este atestată documentar din 1347.

## Demografie
| An:                | 1994 | 2004   | 2014    | 2024    |
| ------------------ | ---- | ------ | ------- | ------- |
| Număr de persoane: | 473  | 488    | 553     | 718     |
| Diferență:         |      | +3,17% | +13,31% | +29,83% |

| An:                | 2023 | 2024   |
| ------------------ | ---- | ------ |
| Număr de persoane: | 683  | 718    |
| Diferență:         |      | +5,12% |